# 미혹 (영화)
《미혹》은 2022년에 개봉한 대한민국의 영화이다.

## 캐스팅
- 박효주 : 현우 역
- 김민재 : 석호 역
- 차선우 : 영준 역
- 경다은 : 주은 역
- 박재준 : 이삭 역
- 안예림 : 예나 역
- 김라온 : 하준 역
- 송하현 : 한별 역